# Mantgumervaart
De Mantgumervaart (Fries en officieel: Mantgumer Feart) is een vaart in de gemeente Leeuwarden in de Nederlandse provincie Friesland.
Het ruim twee kilometer lange kanaal begint in het dorp Mantgum en loopt in oostelijke richting naar de brug in de Hegedyk en komt uit in de Zwette. 

## Geschiedenis
De bewoners van Hoxwier hadden het recht van zwanendrift. In de winter werden de zwanen verzorgd in de Mantgumervaart.
Op 2 maart 1943 stortte een Britse Short Stirling bommenwerper neer bij de Mantgumervaart. De propeller werd in 1988 teruggevonden in de vaart en is sinds 1992 een oorlogsmonument bij de begraafplaats in Schillaard.
In 1990 werd de vaart uitgebaggerd tot een diepte van anderhalve meter. De vaste brug in de Hegedyk werd ook vervangen. De nieuwe brug heeft een doorvaarthoogte van 2,5 meter.
In 2005 werd de vaart uitgebaggerd en de voorzieningen in het dorp voor de kleine pleziervaart verbeterd.